# فوكس سبورت (جنوب شرق آسيا)
فوكس سبورت ( ESPN Star Sports سابقًا) هي مجموعة من القنوات التلفزيونية الرياضية تبث إلى هونج كونج وجنوب شرق آسيا، وتديرها حاليًا شركة والت ديزني آسيا والمحيط الهادئ، وهي شركة تابعة لشركة والت ديزني . كما تشرف على فوكس سبورت في تايوان ، ونسخة من Star Sports متاحة في للصين وكوريا الجنوبية . وباعتبارها ESPN Star Sports ، فقد تم تشغيلها أيضًا في جنوب آسيا، لكن Star India استحوذت على الأعمال الهندية في عام 2013.

## القنوات السابقة
- فوكس سبورتس التلفزيونية (سابقا ESPNews ): تم إطلاق قناة الأولى كما ESPNews في نوفمبر 2009 في سنغافورة يوم السنغافورية الصورة ميو TV.[1][2] تمت إعادة تسمية القناة باسم Fox Sports News في 28 يناير 2013.

## روابط خارجية
- الموقع الرسمي